# Pardina
Pardina – wieś w Rumunii, w okręgu Tulcza, w gminie Pardina. W 2011 roku liczyła 527 mieszkańców.